# Sandau
Sandau là một thị xã thuộc huyện Stendal, trong bang Sachsen-Anhalt, Đức. Đô thị Sandau có diện tích 18,58 km², dân số thời điểm ngày 31 tháng 12 năm 2006 là 1005 người. Đô thị Sandau nằm bên hữu ngạn Elbe, cự ly khoảng 5 km về phía nam của Havelberg. Đô thị này thuộc Verwaltungsgemeinschaft ("đô thị tập thể") Elbe-Havel-Land.
Phà Sandau chạy qua sông Elbe, nối Sandau với Büttnershof.